# Daniel Serruys
Pour les articles homonymes, voir Serruys.
Daniel Serruys, né à Menin (Belgique) le 4 mars 1875 et mort à Paris 7e le 18 janvier 1950, est un universitaire et haut fonctionnaire français.
Né Belge, fils d'Edmond Serruys et de Marie Valcke, il est naturalisé français en 1900. Il se situe au croisement de plusieurs milieux, le monde intellectuel, la haute fonction publique et le monde des affaires.

## Biographie

### Universitaire et intellectuel
Licencié es lettres, il entre à l'École française de Rome en 1900. Il est maître de conférences de philologie grecque, puis directeur d'études à l'École pratique des hautes études historiques et philologiques entre 1904 et 1927. Il donne de nombreuses conférences, publie des articles, en faveur d'une économie libérale et libre-échangiste, et enseigne au Haut des études interalliées (cours de droit économique international). Il est élu membre de l'Académie des sciences morales et politiques en 1949.

### Haut-fonctionnaire du ministère du commerce
La Première Guerre mondiale l'amène à changer de parcours professionnel : il se dirige vers l'administration et la politique internationale. Mobilisé en mars 1915, officier interprète, il devient directeur du cabinet du sous-secrétaire d'État au blocus en 1917, puis il est mis en mai 1918 à la disposition du ministère du commerce:
- directeur du service de l'information économique, qu'il créée
- secrétaire général de la commission économique de la paix (1919) ; il contribue à la rédaction des clauses économiques des traités de Versailles, Saint-Germain et Trianon.
- directeur des accords commerciaux au ministère français du commerce (1920-1928); il est alors proche des milieux d'affaires favorables à une Europe plus libre-échangiste. Il encourage le Comité d'action économique et douanière de Jacques Lacour-Gayet. Il écrit des articles pour la revue "Pax", et est membre du comité de direction économique de cette revue (dirigée par Jacques Seydoux), aux côtés d'industriels tels Charles Laurent, président de l'Union des industries et métiers de la métallurgie ou Henri de Peyerimhoff, président du Comité central des houillères de France[2].
- membre puis président du comité économique de la Société des Nations (décembre 1927-octobre 1930); il participe aux grandes réunions internationales sur les questions douanières[3]. Ainsi qu'aux travaux du Comité franco-allemand d'information et de documentation, dont le comité français est présidé par Charles Laurent et où figurent également Seydoux et d'autres industriels engagés dans les discussions douanières, membres des comités techniques des réunions internationales, tels René Laederich, régent de la banque de France et président du syndicat général de l'industrie cotonnière, ou Peyerimhoff[4]. Et à ceux de la Société d'économie nationale de Lucien Romier, qui lui offre en 1928 la présidence d'honneur d'un Comité international économique[5].
- Haut-commissaire à l'Économie nationale du 15 septembre 1939 au 20 mars 1940 dans le gouvernement Édouard Daladier.

### Administrateur de sociétés et premier président de la section française de la Ligue européenne de coopération économique à partir de 1946
En 1928, il abandonne la fonction publique pour "pantoufler" dans le privé; il rejoint la banque Lazard Frères et devient administrateur de sociétés dans lesquelles cette banque d'affaires a des intérêts: Citroën, le cimentier Poliet et Chausson, dont il devient le président du conseil d'administration en 1935, la French and foreign investing corporation en 1929, la société roumaine Astra romana. Il préside la fédération patronale des chaux et ciments, ainsi que la commission économique de la Confédération générale du patronat français.
Il se montre discret durant l'Occupation. Au lendemain de la seconde Guerre mondiale, il anime le Comité d'action économique et douanière (CAED) avec Jacques Lacour-Gayet, et fonde, en accord avec Paul van Zeeland, la section française de la Ligue européenne de coopération économique, qu'il préside jusqu'à son décès et qui regroupe des patrons, des intellectuels et des syndicalistes, défendant une unité européenne fondée sur une vision néo-libérale. Il préside aussi la commission économique et sociale du Mouvement européen. Il a assisté au congrès de La Haye de 1948.

### Membre du parti colonial
Délégué du maréchal Lyautey pour l'exposition coloniale de 1931, vice-président à partir de 1931 de l'Institut colonial, il préside la commission économique de la conférence impériale de 1934-35. Il est ensuite vice-président de la section économique du Conseil supérieur de la France d'outre-mer. Puis il préside de 1944 à 1947 le Comité de l'empire français.

### Parcours professoral
Daniel Serruys enseigne à l'École libre des sciences politiques dans les années 1930.

## Distinctions
Daniel Serruys est successivement chevalier de la Légion d'honneur (1919), officier (1923), commandeur (1923) puis grand-officier (1927).